# KLDE-toren
De KLDE-toren is een getuide antennemast in het plaatsje Liverpool in de staat Texas. De toren heeft een hoogte van 609,3 meter en behoort daarmee tot de hoogste bouwwerken ter wereld. De antenne werd in 1986 gebouwd en is eigendom van Red River Broadcasting, die er televisie en FM-radio mee uitzendt.